# Lista över pseudonymer
Detta är en lista över pseudonymer.

## A
- Zequinha de Abreu – José Gomes Abreu
- Marie Adams – Eva Engdahl
- Kennet Ahl – Lasse Strömstedt och Christer Dahl
- Ernst Ahlgren – Victoria Benedictsson
- Sivar Ahlrud – Ivar Ahlstedt och Sid Roland Rommerud
- Carl-Gösta Ahrné – var en pseudonym för Carl Andersson och Gösta Lundell
- Emile Ajar – Romain Gary
- Kenneth J. Alford – Frederick J. Ricketts
- Ellen Alleyne – Christina Rossetti
- Alma Rek – Hjalmar Ekerot
- Arne Alm – Helge Roundquist
- Alpha – Lev Trotskij
- Alvar – Yngve Westerberg
- Signe Alvarsson – Signe Wranér
- d'Alvarez-Carter – Gurli Bergström, se Kai Gullmar
- Erik Andersson – Johnny Bode
- Andrejewa – Astrid Forsberg
- Tom Andy – Thomas Andersen
- Ane den gamle – Ane Randel
- Paul Anker – Holger Bech
- Antonio – Emil Kléen
- Piers Anthony – Piers Anthony Dillingham Jacob
- Aqt – Jan Carl Almqvist
- ARO – Axel Olson
- Joy Ardon – Gösta Nystroem
- Michael Arlen – Dikran Kuyumjian
- Jacques Armand – Olof Thiel
- The Artist – Prince
- Arvino – Albert Viksten
- George Asaf – George Powell
- Maurice Askew – Mauritz Sandin
- William Atheling Jr. – James Blish
- Attis – Astrid Ljungström
- Ave – Eva Wigström
- Axel Fundersam – Axel Ljungberg

## B
- Alice Babs – Alice Sjöblom
- Richard Bachman – Stephen King
- Bagatelle – Hedvig Svedenborg
- Bo Balderson – okänd
- Bang – Barbro Alving
- Monica Bang – Gabrielle Ringertz
- Barbro – Vira Eklund
- Barjets – Gösta von Stedingk
- Clara Bartram – Alice Duer Miller
- Len Barry – Leonard Borisoff
- Basshunter – Jonas Altberg
- B. B-n – Bo Bergman
- Acton Bell – Anne Brontë
- Currer Bell – Charlotte Brontë
- Ellis Bell – Emily Brontë
- Ben Hur – Åke Gerhard Larsson
- Big Ben – Miff Görling
- Sven Orvar Bengtsson – Kjell Nordström
- John Bentsen – Jenny Blicher-Clausen
- Benvenuti – Peter Lykke-Seest
- Berco – Berndt Carlberg
- Isa Berg – Elisabeth Aronson
- Sonja Berg – Stig Malmberg och Sven Wernström
- Rolf Berge – Lennart Forssberg
- Bernt Berger – Thord Rydén
- Carro Bergkvist – Carl Otto Bergkvist
- Anders Bergman – John Einar Åberg
- Svasse Bergqvist – Jacob Bergqvist
- Bergslagsmor – Lydia Hedberg
- Ivan Bernhardsson – Inge Ivarson
- John Beynon – John Wyndham, Parkes Lucas, Beynon Harris
- Einar Björke –  Stig Hansson, se Jules Sylvain
- Nils Bie –  Nils Birger Persson
- Beth Birkenhain – Elisabet Björklund
- Black Jim – Dan Andersson
- Nicholas Blake – Cecil Day-Lewis
- Blind Boy Grunt – Bob Dylan
- Palle Block – Frans Hedberg
- Bunny Blom – Povel Ramel
- Gunnar Blå – Carl-Michael Edenborg
- BOAS – Emil Boldt-Christmas
- Georg Bodmer – Bertil Malmberg
- Fritze Bollmann – Wilhelm Lindemann
- Bono, Bono Vox eller Bono Vox O'Connell Street of Guggi –  Paul Hewson
- Bom. – Bengt Ahlbom
- Lars Bondeson – Carl Jansson-Öhlin
- Leon Bonnard– Jacob Gade
- Nicolas Bourbaki – en grupp av matematiker under 1900-talet
- Bovil –  Bo Vilson
- Johnny Bossman – John Westerberg
- Leo Breitner – Lennart Reuterskiöld
- Arvid Brenner – Helge Heerberger
- Briel – Gabriel Jönsson
- Boz – Charles Dickens
- Boy Renard – Henry Fox
- Brn J-y – Jenny Maria Ödmann
- Helmer Bryd – Gunnar Svensson
- Buddha – Ulf Ekberg
- Buffalo Bill – William Frederick Cody
- Bullen – Erik Berglund
- Andrew Burman – Anders Burman
- Bumberry – Dan Byström
- Frank Burns – Gunnar Hägglöf
- Wilfred Burns – Bernard Harris
- Charlie Byrd – Ernst Schleich
- Lord Byron  –  George Gordon
- Ture Blank –  Henry Fox

## C
- Count Grishnackh – Varg Vikernes
- Camillo – Gösta Lewin
- Carlino – Carl Rupert Nyblom
- Carro – Carl Otto Bergkvist
- John Le Carré – David John Moore Cornwell
- Lewis Carroll – Charles Lutwidge Dodgson
- Henry Carson – Gösta Hultgren
- Bert Carsten – Carsten Nordlander
- Cassino – Carl Axel Strindberg
- Cavallus – Pierre Backman
- Celestin – John Sandén
- Cello – Olle Carle
- Ceo – Oskar Nilsson
- Charles Henry – Karl-Henrik Hernryd
- Charles Lind – C. O. P. Lindström
- Chap – Curt Österberg
- Chicot III – Hjalmar Eneroth
- Chris – Christer Jäderlund
- Christer – Hemming Sten
- Claque – Anna Lisa Wärnlöf
- Clem – Kaj Karlholm
- Clementine – Elin Brandell
- Cobra – Harald Wägner
- Colomba – Eva von Zweigbergk
- Con Amore – Arthur Stjernholm
- Eric Conrad – Erik Andersson
- Joseph Conrad – Josef Korzeniowski
- Corinna – Greta Bolin
- Crit – Ingvar Garell
- Alf Crohn – Hans Alin
- Towa Carson – Birgit Anlert

## D
- Harry Dacre – Henry Decker
- Dage – Birger Mörner
- Arne Dahl – Jan Arnald
- Gunnar Dahl – Ejnar Westling
- George E. Dale – Isaac Asimov [ ? ]
- Kalle i Dalen – Karl Williams
- Gunnar Dahl – Ejnar Westling
- Peter Damin – Torsten Scheutz
- Dan – Dan Åkerhielm
- John Davenport – Otis Blackwell
- Tim Davys – Okänd
- Delila – Margareta von Konow
- Delsbostintan – Ida Gawell-Blumenthal
- Den gamle gråå – Hjalmar Eneroth
- Den inbitne – Ane Randel
- Dix Dennie – Gösta Stenberg
- Densamme – Gabriel Jönsson
- Den tankfulle uttern – Dan Byström
- Den tänkande August – Henning Bokelund
- Derrick – Dietrich Winter
- Djinn – Hedvig Svedenborg
- Domino – Georg Eliasson
- Don José – Josef Oliv
- Kal Dompan – Karl Lundin
- Herr Dardanell – Tor Bergström
- Dunel – Gunnar Ekelund
- Dr. A. – Isaac Asimov
- Dr. Alban – Alban Nwapa
- Dribbler – Sven Rydell
- Duodes – Martin Rogberg
- Erik Dybdahl – Johan Keller
- Bob Dylan – Robert Allen Zimmerman
- Dr Åke – Åke Eriksson

## E
- Eddie Meduza – Errol Norstedt
- Niels Ebbesen – Aage Heinberg
- Herbert van Eck –  Stig Hansson, se Jules Sylvain
- The Edge – David Evans
- Lis Edvardson – Eva Dahlbäck
- Rune Edwin – Gnesta-Kalle
- Ege – Ernst Kulling
- Anders Eje – Axel Essén
- ELD – Erik Lundegård
- George Eliot – Mary Ann Evans
- Paul Éluard – Eugène Grindel
- Pål A Ekblom – K Arne Blom
- Eli – Erik Hjalmar Linder
- Ell – Sten Egnell
- Ella – Ludvig Hubendick
- Embee –  Magnus Bergkvist
- John En – Emil Kléen
- Eng – Wille Engdahl
- Eo – Ansgar Eeg-Olofsson
- Eolus – Anna-Lisa Frykman
- Åke Erikson – Bertel Gripenberg
- Fritz Ergal – Eivin Lagergren
- Martin Erix – Johnny Bode
- Esq – Martin Rogberg[1]
- Kenneth Essex – Kenneth R.R. Isaacs
- E-Type – Martin Eriksson
- Euphrosyne – Julia Nyberg
- Evald Helmer – Sture Borgedahl och Evald Nelldahl
- Eve – Roland Eiworth
- Eveo samt E.W.O. – Erik Wilhelm Olson (även von Oben)
- Extra-ordinarien A-r – Axel Magnus Fahlcrantz

## F
- Falco – Georg Falk
- Falstaff, fakir – Axel Vennergren
- Johnny Farmer – Thore Jederby
- Anatole France – Jacques Anatole François Thibault
- Paul French – Isaac Asimov
- Falstaff, fakir – Axel Wallengren
- Faustine – Emil Kléen
- Felix & Co – Gunnar Unger
- Andy Field – Johnny Hoes
- Filmson – Sven Jan Hanson[2]
- Fix – Sven Låftman
- Fjalar – Carl Östergren
- Carina Fjällström – Bengt-Åke Cras
- Flips – Gösta Rybrant[3]
- Flying – Erik Pallin
- Folkelin – Folke Lindberg
- Foto – Gösta Torelius
- Franson – Frans B. Liljenroth
- Stefan Fremling – Hilding Östlund
- Frogman – Gunnar Bergström
- Berndt Fredgren – Peter Fristrup och Hjalmar Selander
- Fredrek på Rannsätt – Fredrik August Dahlgren
- Nicci French – Nicci Gerrard and Sean French
- Frid – Stefan Oljelund
- Jan Fridegård – Johan Fridolf Johansson
- Fritz Gustaf – Fritz Gustaf Sundelöf
- fru Hein – Else Kleen
- Fru Leonor – Ernst Lundqvist
- Frykdalspojken – Linus Brodin
- Dick Fryman – Erik Frykman
- Fröken – Greta Bolin
- Henry Fuchs – Henry Fox
- Fur – Valter Furuskog

## G
- Gabryella – Narcyza Żmichowska
- Robert Galbraith – J.K. Rowling
- G.A.N. – Gösta Adrian-Nilsson
- Gardar – Gardar Sahlberg
- Garrincha – Manoel Francisco dos Santos
- Karl Gasleben – Ingemar Ljungström
- Gem – Gösta Edström
- Geman – Gunnar Fredrik Gunnarsson
- Karl Gerhard – Karl Gerhard Johnson
- Little Gerhard – Karl-Gerhard Lundkvist
- Åke Gerhard – Åke Larsson
- Claude Gérard – Aurora Ljungstedt
- Gary Geve – Gunnar Hellström
- Jack Gil – Alvar Karlsson
- Jean Gilbert – Max Winterfeld
- Giovanni – Anton Selander
- Peter Glas – Örjan Gerhardsson
- Glokar Well – Oscar Söderlund
- The Good Doctor – Isaac Asimov
- Harold Gote – Frida Stéenhoff
- Graecus – Gunnar Helén
- Herbert Gran – Greta Berthels
- Ingahild Grathmer – Margrethe II av Danmark
- Gray – Knud Bolander
- Allan Gray – Józef Źmigród
- Kenneth Greuz – Lennart Fors
- Greven – Martin Koch
- Grews – Nils Grevillius
- Griggs – Sven Aurén
- Atrid Grimsson – Jörgen I Eriksson
- Olle W. Grinna – Oscar Wiklundh
- Marshall Grover – Leonard Frank Meares
- John W. Grow – okänd
- Kai Gullmar – Gurli Bergström
- Gunilla – Gunilla Sandberg
- Karl Gunnarson – Gunnar Schulze
- Elston Gunnn – Bob Dylan
- Ville Gustafsson – Lars Lindén
- Gwen – Else Kleen

## H
- ’’H’’ — Alf Henrikson
- Sten Hage – Karl-Ewert Christenson
- Hakemann – Hakon Hedemann-Gade
- Ham. – Agne Hamrin
- Stefan Hammarén – okänd, spekulation kring "Teratologen", se T. nedan
- Happy – Olle Helander
- Lian Hearn – Gillian Rubinstein
- Kerstin Hed – Hilda Olsson
- Gunnar Hede – Carl Hedegård
- Mary Hede – Alice Svensk
- Heinz Heger – Josef Kohout
- Helan – Sven Helin
- Helena – Gerd Ribbing
- Anders Hellén –  Carl Greek
- Frank Heller – Gunnar Serner
- Hello – Olle Helander
- Osvald Helmuth – Osvald Helmuth Herbert Pedersen
- Heman – Hasse Ekman
- Henri – Guido Valentin
- Henrik – Alf Henrikson
- Bejsan Henricson – Olle Henricson
- Charles Henry – Karl Henrik Henrüd
- Hergé – Georges Remi
- Hersto – Herman Stolpe
- Otto Herrman – Stig Hansson, se Jules Sylvain
- B. Hill – Albert Sandström
- Joe Hill – Joel Hägglund
- John Hilmer – Hilmer Borgeling
- Robin Hobb – Margaret Ogden
- Petrus Holmiensis – Henrik Christiernson
- Victoria Holt – Eleanor Hibbert
- Robin Hood – Bengt Idestam-Almquist
- bell hooks – Gloria Watkins
- E. Hitler – Errol Norstedt alias Eddie Meduza
- Hr Pilkvist – Gunnar Widegren
- HSy – Håkan Sterky
- Humpe – Gunilla Skawonius
- Håkan Hand – Hedvig Svedenborg
- Håmann – Lennart Hartmann
- Arne Hägglund – Knut Korfitsen

## I
- Ivan Ibart – Ivan Söderberg
- I B-n – Ingmar Bengtsson
- Ige – Ingemar Gerhard
- Ilström – Bertil Svahnström
- Paul Michael Ingel – Ragnar Holmström
- Nan Inger – Nan Inger Östman
- Michael Innes – J. I. M. Stewart
- -ius – Sven Frychius

## J
- JAG – J.A.G. Acke
- Jack Johnsson – Stig Hansson, se Jules Sylvain
- Jacques Stekvändare – Ane Ramdel
- Matt Jade – Kjell E. Genberg
- Jaf – John Zander
- Jan Żagiel – Zenon Przesmycki
- Jan Ås – William Lengertz
- Jarl Jesperson – John Einar Åberg
- Jaya – Eira Hellberg
- Jeremias i Tröstlösa – Levi Rickson
- Elton John –  Reginald Kenneth Dwight
- Joker – Jonas Berggren
- Jokern – Nils Perne
- Jokkmokks-Jokke – Bengt Johansson senare Bengt Djupbäck
- Olle Johnny – Olof Johansson
- Jolo – Jan Olof Olsson
- Joy – Gerd Ribbing
- J. Julius – Julius Jaenzon
- Justius – Emanuel Apelquist

## K
- Kar de Mumma – Erik Zetterström
- Kaeris – Karl-Erik Israelsson
- Kai Stighammar – Karl Gerhard
- Karl-Ewert – Karl-Ewert Christenson
- Gnesta-Kalle –  Rune Gnestadius
- Carl-Gustaf – Ragnar Westling
- Karl-Lennart – Lennart Reuterskiöld
- Kayo – Kayode Shekoni
- Kajenn – Caj Lundgren
- Carolyn Keene – flera olika, den 1:a var Mildred Wirt Benson
- Day Keene – Gunard Hjertstedt
- Kenny Kent – Kent Waller
- Christopher Kent – Alf Kjellin
- Lars Kepler – Alexander och Alexandra Coelho Ahndoril
- Kerman – Egon Kjerrman
- Yasmina Khadra – Mohammed Moulessehoul
- Irene Kitching – Irene Wilson
- Nilla Kjellsdotter – Pernilla Österberg
- Anne Knish – Arthur Davison Ficke
- Per Knutsson – Hilding Källén
- Hans Koppel – Petter Lidbeck
- Janusz Korczak – Henryk Goldszmit
- Danjel ve Korsgrinna – Victor Haak
- Kornell Kovach – Kornelije Kovač
- Zebedäus Kukuk, der jüngere – Friedrich Gustav Schilling
- ’’Kumbel’’ — Piet Hein
- Käringen mot strömmen – Barbro Alving

## L
- Dekius Lack – Krister Gerhardsson
- A Lady – Jane Austen
- Kocko Lagerkrans – Karl Olof Lagerkrans
- Larry Moon – Lasse Holm
- Louis Lajtai – Lajos Lajtai
- Lea — Josefina Wettergrund
- Leena Lander – Leena Silander
- Leon Landgren – Leonard Landgren
- Maria Lang – Dagmar Lange
- Jean de Lara – Margit Lagerheim-Romare
- Jean Larento – Stig Hansson, se Jules Sylvain'
- Skånska Lasse – Theodor Larsson
- Skånska Lasse J:r. – Walter Larsson
- Leander – Staffan Tjerneld
- Le Corbusier – Charles-Édouard Jeanneret
- Peter Lebedjeff – Stig Hansson, se Jules Sylvain
- Pierre Leblanc – Eric Bengtson
- Vernon Lee – Violet Paget
- Peter LeMarc – Peter Lenmarc Fransson
- Lucy Lender – Eva Helena Grill
- Leo – John Keegan Casey
- Amanda Lind – Johanna Nilsson
- Clary Linde – Lisa Eurén-Berner
- Lenin – Vladimir Iljitj Uljanov
- Lill – Ellen Liliedahl[4]
- Lille – Kerstin Sundmark
- Sven Lillie – Emil Kléen
- Ester Lillie – Emil Kléen
- General Levy – Paul Levy
- Rosa Liksom – Anni Ylävaara
- Lill-Babs – Barbro Svensson
- Dolf van der Linden – David Gysbert van der Linden
- Johannes Linnankoski – Vihtori Peltonen
- Lita – Edith Øberg
- Gog Lon – Einar Willoch
- Lucifer – Carl-Johan Vallgren
- Caj Lycke – Lars Rydner
- Lynx – Otto Hellkvist
- Sven Lykke – Sven Aage Andersen

## M
- Mac – Erik Nyblom
- Ross MacDonald – Kenneth Millar
- Lasse-Maja – Lars Molin
- Siv Malmström – Stig Malmberg och Sven Wernström
- Manasse – Knut Nyblom
- Edward Mannering – Mac Ahlberg
- Laura Marholm – Laura Mohr
- Mark Twain – Samuel L Clemens
- Marta – Marta Vieira da Silva
- Louis Masterson – Kjell Hallbing
- Maudlin – Vera von Kraemer
- Ed McBain –  Evan Hunter
- Norman Meade – Jerry Ragovoy
- Eddie Meduza –  Errol Norstedt
- Barbara Michaels – Barbara Mertz
- Michael Mortimer – okänd
- Michel – Michel Miglis
- Michelin – Nils Hellström
- Mike Dirnt – Michael Ryan Pritchard
- Miriam – Zenon Przesmycki
- Yukio Mishima – Kimitake Hiraoka
- Molière – Jean-Baptiste Poquelin
- Molotov – Vjatjeslav Michailovitj Skrjabin
- The Moniker – Daniel Karlsson
- Emanuel Morgan – Witter Bynner
- Billie Morris – Edvard Brink
- Mac Morris – Gösta Wallenius
- Gus Morris – Gustaf "Gösta" Wahlenius
- R. Mutt – Marcel Duchamp eller Elsa von Freytag-Loringhoven
- Richard Mutt – Marcel Duchamp eller Elsa von Freytag-Loringhoven

## N
- Nbg – Ivar Nordberg
- Neck – Valter Åman
- Rudolf Nelson – Rudolf Lewysohn
- Nepam – Henrik Hasselgren
- Newt Scamander – J.K. Rowling
- Nicolovius – Nils Lovén
- Nils-Georg – Nils Perne och Georg Eliasson
- Nils Ludvig – Nils Ludvig Olsson
- Kalle Nilo – Karl Nilheim
- Joan Nilsson – Johan Alfred Göth
- Ninita – Ingrid Reuterskiöld
- Nobody – Edvard Jönsson
- Novalis – Friedrich Leopold, friherre von Hardenberg
- Pälle Näver – Josef Högstedt

## O
- Flann O'Brien – Brian O'Nolan
- Orvar Odd – Oscar Patric Sturzen-Becker
- Ode Balten – Per Freudenthal
- H.B. Ogden – Isaac Asimov
- O'Kay – Arne Lindström
- Rit-Ola – Jan-Erik Garland
- Old Noll – Ivar Norberg
- Oleg – Olof Groth
- Gammel-Olle – Oscar Hemberg
- Omar – Karl Oskar Hammarlund
- Onkel Adam – Carl Anton Wetterbergh
- Onkel Allom – Nils Lundström
- Opolitiska frun – Elin Brandell
- Optimisten – Ludde Gentzel
- O'Reilly – Lars Lindén
- George Orwell – Eric Arthur Blair
- Orup – Thomas Eriksson
- Kid Ory – Edward Ory
- Arne Ossian –  Arne Stivell
- Otton – Otto Hellkvist
- Ove – Ove Ekelund

## P
- Ove Parmell – Povel Ramel
- Quentin Patrick – Patrick Quentin
- Patrik – Per-Anders Boquist
- Peat – Peter Lundbäck
- Pelé – Edson Arantes do Nascimento
- Per Lennart – Lennart Ekström
- Fiol-Pelle – Helge Eriksson
- Pero – Lev Trotskij
- Pessimisten – Eric Abrahamsson
- Petmoij eller ibland Torckel Petmoij – Torsten Ehrenmark
- Petr Petrovich – Lev Trotskij
- Elizabeth Peters – Barbara Mertz
- Kjell Petit – Yngve Schönberg
- Saint-John Perse – Alexis Leger
- Ellis Peters – Edith Pargeter
- Promoe – Mårten Edh
- Ludo Philipp – Ludvig Philipp
- Robert L. Pike – Robert L. Fish
- Pim-Pim – Lennart Falk
- Jean Plaidy – Eleanor Hibbert
- Helena Poloni – Ingegerd Stadener
- Lorenzo Da Ponte – Emanuele Conegliano
- Spiridion Prawdzicki – Zygmunt Krasiński
- Purre – Albert Holmkvist
- Pälle Näver – Josef Högstedt

## Q
- Q – Arthur Quiller-Couch
- Talis Qualis – C.V.A. Strandberg
- Ellery Queen – Manfred B. Lee och Frederic Dannay
- Patrick Quentin – Hugh Wheeler och Richard Wilson Webb
- Oleg Quist – Helge Roundquist

## R
- -rd – John Bernard Gauffin
- Pir Ramek – Thorsten Eklann
- Radscha – Ivan T. Aminoff
- Rani – Willy Nord
- Rathe – Rodrigo Pencheff
- Jean Rayon – Hans Neibig
- Ready – Gunnar Franzén
- Red Top –  Lennart Nyblom
- Redjos – Robert Josephsson
- Regan – Elin Brandell
- Emil Rehman – Stig Hansson, se Jules Sylvain
- H. Rembert – Herbert Brehmer
- René – Anna Branting
- Eddy Reinwald – Mischa Spoliansky
- Alma Rek – Hjalmar Ekeroth
- Sven du Rietz – Frederic Sandström
- Rill – David Arill
- Rimpan – Nils Ringström
- Rickard Ritzi – Johnny Bode
- Lasse Ring – Ragnar Ring
- Stein Riverton – Sven Elvestad
- Rob. Robertson – Johnny Bode
- Roland – Roland Levin
- Bo Roger – Sven Paddock
- Ronald – Ronald Sjögren
- Jack Ronalds – Eric Andersson
- Roni – Ronald Sjögren
- William Rose – John Malm
- Stig Rossner – Stikkan Anderson
- Berta Ruck – Amy Roberta Ruck
- Runa – Elisabeth Beskow
- Rune Runeman – Henrik Ekman
- Willy Rühl –  Ernfrid Ahlin
- Ruter Knekt – Gunnar Widegren
- Rydelia  – Ellen Rydelius

## S
- Marquis de Sade – Donatien Alphonse François
- Geni Sadero – Eugenia Scarpa
- George Sand – Amandine Dupin
- Cora Sandel – Sara Fabricius
- Al Sandström – Albert Sandström
- Schild – Björn Schildknecht
- Ture Seck – Curt-Steffan Giesecke
- Gösta Segercrantz – Gösta Palmcrantz
- Sam Sellén – Samuel A. Duse
- September – Petra Marklund
- Anna September – Eeva-Liisa Manner
- Peter Sergius – Gösta Oswald
- Bengt Sigurd – Bengt Haslum
- Sigurd – Alfred Hedenstierna
- Siljabloo – Gunnar Nilson
- Skalden Johansson – John Einar Åberg
- Rock Ski – Dele Shekoni
- Skogekär Bergbo – okänd
- Skånska Lasse – Theodor Larsson
- Lill-Slam – Åke Söderblom
- Stor-Slam – Börje Larsson
- Slas – Stig Claesson
- Cordwainer Smith – Paul Myron Anthony Linebarger
- Alan Smithee – flera amerikanska regissörer
- Lemony Snicket – Daniel Handler
- Terry Snow – Maryhale Woolsey
- H. S-s – Herman Svenonius
- Lennart Stange – Harald Wägner
- Sirpa Lane – Sirpa Salo
- Richard Stark – Donald E. Westlake
- Sigge Stark – Signe Björnberg
- Ringo Starr – Richard Starkey
- Arnold Steck – Leslie Statham
- Jonathan Stagge – Patrick Quentin
- Herbert Stéen –  Herbert Stéen-Östling
- Leo Stein – Leo Rosenstein
- Stendhal – Marie Henri Beyle
- Sting – Gordon Sumner
- Jol Strand – Hjalmar Ljunggren
- Strul – Kurt Palmheden
- Student – William Sealey Gosset, upptäckare av Students t-fördelning inom statistiken
- Kai Stighammar – Karl Gerhard Johnson, se Karl Gerhard
- Greta Stubbe – Elisabet Björklund
- Vic Suneson – Sune Lundquist
- Ada A:son Susegård – Seth Bremberg
- Italo Svevo – Ettore Schmitz
- Svarta Masken – Anna Myrberg
- Arne Svensson – Arne Stivell
- Don Swan – Wilbur Schwandt
- Jules Sylvain – Stig Hansson
- Sylvester – Max Hansen
- Sylvia – Sara Pfeiffer

## T
- Tarragon – Gunnar Wersén
- Felix Tandem – Carl Spitteler
- Teaterråttan – Ane Randel
- Tebe – Ella Taube
- Tecknar-Anders – Anders Andersö
- Tege – Märta Tamm-Götlind
- Tekå – Torvald Karlbom
- Témoin – Erik Ljungberger
- Joey Tempest –  Joakim Larsson
- Tex – Tore Nilsson
- Tigram – Margit Siwertz
- Tis Anthroposd – Axel Ideström
- Tjadden Hällström – Lars Hällström
- Torv. Tobis – Torvald Tollgren
- Tommy – Lennart Reuterskiöld
- Sten Torben – Torsten Flodén
- Miguel Torres – Helge Roundquist
- Bert Torn – Mac Ahlberg
- Tosca – Ingrid Schöier
- Erik Torstensson – Carl-Johan Seth
- Ture Blank – Henry Fox
- Nikanor Teratologen – Niclas Lundkvist
- Mark Twain – Samuel Langhorne Clemens
- B. Traven – okänd
- Tré Cool – Frank Edwin Wright III
- Stieg Trenter – Stig Ivar Johansson
- Trippel – Arvid Hallberg
- Tuspon Reubnossey – Pontus Börjesson
- Tweeky – David Åhlund
- Two Step – Carl Lovén
- Törnpigg – Ludvig Törnqvist

## U
- Ulrik Uhland – Fanny Alving
- Unge Andersson – Åke Sundborg
- Unus – Karin Collin

## V
- V. A–t. – Viktor Almquist
- Vagabonde – Mollie Faustman
- Vagant – Eric Lindqvist
- Emma Vall – Maria Herngren, Eva Swedenmark och Annica Wennström
- Henry Verdun – Maurice Castellain
- Gregor Vein – Rune Öfwerman
- Hans Vik – Viktor Almquist
- Vik – Hans Viktor Almqvist
- Merri Vik – Ester Ringnér-Lundgren
- Ville i Momåla – Vilhelm Moberg
- Barbara Vine  – Ruth Rendell
- Viola – Marianne Zetterström
- Vitalis – Erik Sjöberg
- Vitus – Lucie Lagerbielke
- Abbé Vogler – Georg Joseph Vogler
- Voltaire – François-Marie Arouet
- von Oben – Erik Wilhelm Olson (även Eveo)
- Vulc. – Sven Malm
- Pekka Väinö – Per Boreman
- Rimsmed Völund – Oskar Hammarlund

## W
- Anastasia Wahl – okänd: spekulation kring Liza Marklund, Gabriella Håkansson, Unni Drougge
- Walfrid Wale – Walfrid Jönsson
- Sune Waldimir – Sune Engström
- Gustaf Wally – Gustaf Wallenberg
- Andrew Walter – Walter Kejving
- Johnny Waard – Ingvar Wahlberg
- Derek Warne – Bengt-Arne Wallin
- Welam Welamsson – Lennart Hellsing[5][6]
- Lisbeth Werner – Carlo Andersen och Knud Meister
- Eva Wessel – Elisabet Björklund
- Gustaf Westerman – Folke Törnquist
- P.A. Westrin – Per Anders Westrin och Maibrit Westrin
- L. Wica – Prins Wilhelm
- Eric Wide – Ragnar Widestedt
- Sten Wilding – Bennie Liljenfors
- Wilhelmina – Wilhelmina Stålberg
- S.S. Wilson – Anita Halldén
- Tom Wilson – Sven-Olof Sandberg
- Charles Wildman – Willi Mattes
- Karsten Wimmermar – Nils Idström
- Fred Winter – Sten Njurling
- Harry Winter – Ingemar Dörfer
- Elias Wraak – Niclas Lundkvist
- Caja Wulff – Karin Johnsson
- John Wyndham – John Wyndham Parkes Lucas Beynon Harris

## X
- Maja X – Fanny Alving

## Y
- Jon York – Torgny Wickman

## Z
- Hasse Z – Hans Zetterström
- Friedrich Zell – Camillo Walzel
- Beno Zeno – Kenny Håkansson

## Å
- Åbergsson – Oscar Rydqvist
- Åkeson – Sven Lindholm
- Sven Åkesson – Sven-Åke Lindholm
- Fred Åkerström – Bo-Gunnar Åkerström
- Rune Åquist – Åke Runnquist